# City of Men (film)
City of Men (Cidade dos homens) è un film del 2007 diretto da Paulo Morelli.
È un film drammatico brasiliano con Douglas Silva e Darlan Cunha. È il seguito di City of God del 2002 ed è basato sulla serie televisiva omonima City of Men (2002-2005).

## Trama
I due grandi amici Acerola e Laranjinha (soprannome di Wallace) vivono nelle favelas di Rio de Janeiro e sono cresciuti senza i loro padri. Compiono diciotto anni quando scoppia una guerra tra bande di narcotrafficanti. Wallace, con l'aiuto di Ace, in quel frangente incontra di persona suo padre, Heraldo, che vive non molto lontano, e che viene arrestato della polizia pochi giorni dopo. Wallace e Ace scoprono pian piano che i loro padri erano amici, ma Heraldo finì per uccidere il padre di Ace in un incidente durante una rapina. Ognuno dei due scopre cose sul proprio padre scomparso che potrebbe potenzialmente compromettere la loro solida amicizia. Alla fine decidono di lasciare "la collina" e condurre una vita responsabile.

## Produzione
Il film, diretto da Paulo Morelli su una sceneggiatura di Elena Soarez con il soggetto di Morelli e della stessa Soarez, fu prodotto da Andrea Barata Ribeiro, Bel Berlinck e Fernando Meirelles (il regista Morelli compare anche tra i produttori) per la Fox Filmes do Brasil, la Globo Filmes, la O2 Filmes e la Petrobrás e girato a San Paolo in Brasile.

## Distribuzione
Il film fu distribuito con il titolo Cidade dos Homens in Brasile dal 31 agosto 2007 al cinema. A livello internazionale fu distribuito con il titolo City of Men.
Altre distribuzioni:
- nel Regno Unito il 22 ottobre 2007 (London Film Festival)
- in Brasile il 9 gennaio 2008 (in DVD)
- in Germania il 12 febbraio 2008 (Berlin International Film Festival)
- negli Stati Uniti il 29 febbraio 2008 (limited)
- nel Regno Unito il 10 aprile 2008 (Jungle CineClub)
- nel Regno Unito il 5 maggio 2008 (I Will Tell Film Festival)
- in Grecia il 29 maggio 2008 (limited)
- negli Stati Uniti il 1º luglio 2008 (in DVD)
- in Irlanda il 18 luglio 2008
- nel Regno Unito il 18 luglio 2008
- in Francia il 23 luglio 2008
- in Giappone il 9 agosto 2008
- in Belgio il 20 agosto 2008
- in Finlandia il 19 settembre 2008 (Helsinki International Film Festival)
- in Russia il 2 ottobre 2008
- in Italia il 24 ottobre 2008 (Rome Film Festival)
- nei Paesi Bassi il 30 ottobre 2008
- in Francia il 22 gennaio 2009 (La cité des hommes, in DVD)
- nel Regno Unito il 23 febbraio 2009 (in DVD)
- in Portogallo il 7 maggio 2009 (Cidade dos Homens)
- in Svezia l'8 luglio 2009 (in DVD)
- in Singapore il 18 marzo 2010
- in Grecia (I poli ton anthropon)
- in Italia (City of Men)

## Accoglienza

### Critica
Secondo l'aggregatore di recensioni Rotten Tomatoes, il film ha ottenuto un indice di apprezzamento del 74% e un voto di 6,7 su 10 sulla base di 82 recensioni. Il consenso critico del sito recita: «Brutale e incrollabile, City of Men è sia uno sguardo straziante sulla vita delle favelas brasiliane, sia una toccante storia di giovani precipitati nell'età adulta». Su Metacritic, il film ha ottenuto un voto di 63 su 100 sulla base di 25 recensioni, indicando recensioni «generalmente favorevoli».
Secondo MYmovies il film è "duro, potente, tragico eppure con un finale di speranza" che riesce nell'intento di denunciare le condizioni di vita difficili di bambini e giovanissimi nelle favelas brasiliane.